# Валютный институт

Самым известным в мире валютным институтом являлся Европейский валютный институт (1994-1997), отвечавший за стабильность курса ЭКЮ, подготовку введения евро и создание Европейского центрального банка

Валютный институт (англ. monetary institute) – промежуточная форма денежных властей между валютным советом и центральным банком, предназначенная для поддержания фиксированного валютного курса в условиях дискреционной денежно-кредитной политики.

## Происхождение валютного института
Валютный институт представляет собой поздний прототип центрального банка. Считается, что первый валютный институт был создан в Британской Индии в 1861 году, когда обширный регион Индостана являлся колонией Великобритании. В 1861 году в колонии был принят закон о бумажных деньгах, по которому к колониальному правительству Индии переходило право денежной эмиссии от частных банков. Банкноты частных банков продолжали находиться в денежном обращении вплоть до 1867 года.
Новая организационно-правовая форма денежной эмиссии носила смешанный характер. Официальным эмитентом выступало колониальное правительство Индии в лице Департамента эмиссии бумажных денег министерства финансов. Технически за выпуск банкнот отвечал Банк Англии. Организацией денежного обращения занимались уполномоченные банки в роли агентов колониального правительства. Назывались они «банки президентств» (presidency banks, то есть провинциальные банки, по одному в каждой провинции), к ним относились Банк Бенгалии, Банк Бомбея и Банк Мадраса.
Денежная эмиссия обеспечивалась индийскими правительственными ценными бумагами. Хотя официально декларировалось, что за бумажными деньгами стоят резервные активы. Однако статус резервного актива (серебро, золото или финансовые активы в фунтах стерлингах) был не определен. Таким образом, денежное предложение не имело обеспечение в форме металлических резервов. С течением времени объем денежного предложения и ценных бумаг увеличивался. Валютный институт в Британской Индии существовал до 1893 года, когда колония перешла на серебряный стандарт.

## Функциональные характеристики системы
- Резервные активы не полностью покрывают объём денежной базы (как правило, они составляют менее 100% денежной базы).
- Валютный институт поддерживает полную неограниченную конвертируемость местной валюты в иностранную.
- Валютный институт сохраняет фиксированный валютный курс.
- Валютный институт имеет право выступать кредитором последней инстанции для банков.
- Валютный институт кредитует правительство путем приобретения его долговых ценных бумаг.
- Денежная эмиссия осуществляется при проведении валютных интервенций, рефинансировании банков и кредитовании правительства.
- Валютный институт получает разного рода доходы, включая переоценку резервных активов, процентный доход от управления резервами и операций с коммерческими банками.
- Валютный институт не обладает независимостью от правительства и его находится под контролем министерства финансов.
- Валютный институт располагает ограниченными дискреционными возможности, зависящие от его институциональных основ и необходимости сохранять фиксированный валютный курс.
- Валютный институт как правительственное учреждение осуществляло денежную эмиссию, а уполномоченные частные банки на правах его агентов занимаются организацией денежного обращения.

Как следует из институциональных основ валютного института, его финансовая характеристика и отчетность должны отражать обязательства по сохранению фиксированного валютного курса. В активах должны преобладать резервные активы, служащие обеспечение денежной базы, а в пассивах – накопленный объем выпущенных денежных обязательств в форме наличных или безналичных денег. Структуру баланса валютного института можно проиллюстрировать балансом Европейского валютного института по состоянию на начало 1998 года до введения в еврозоне евро.

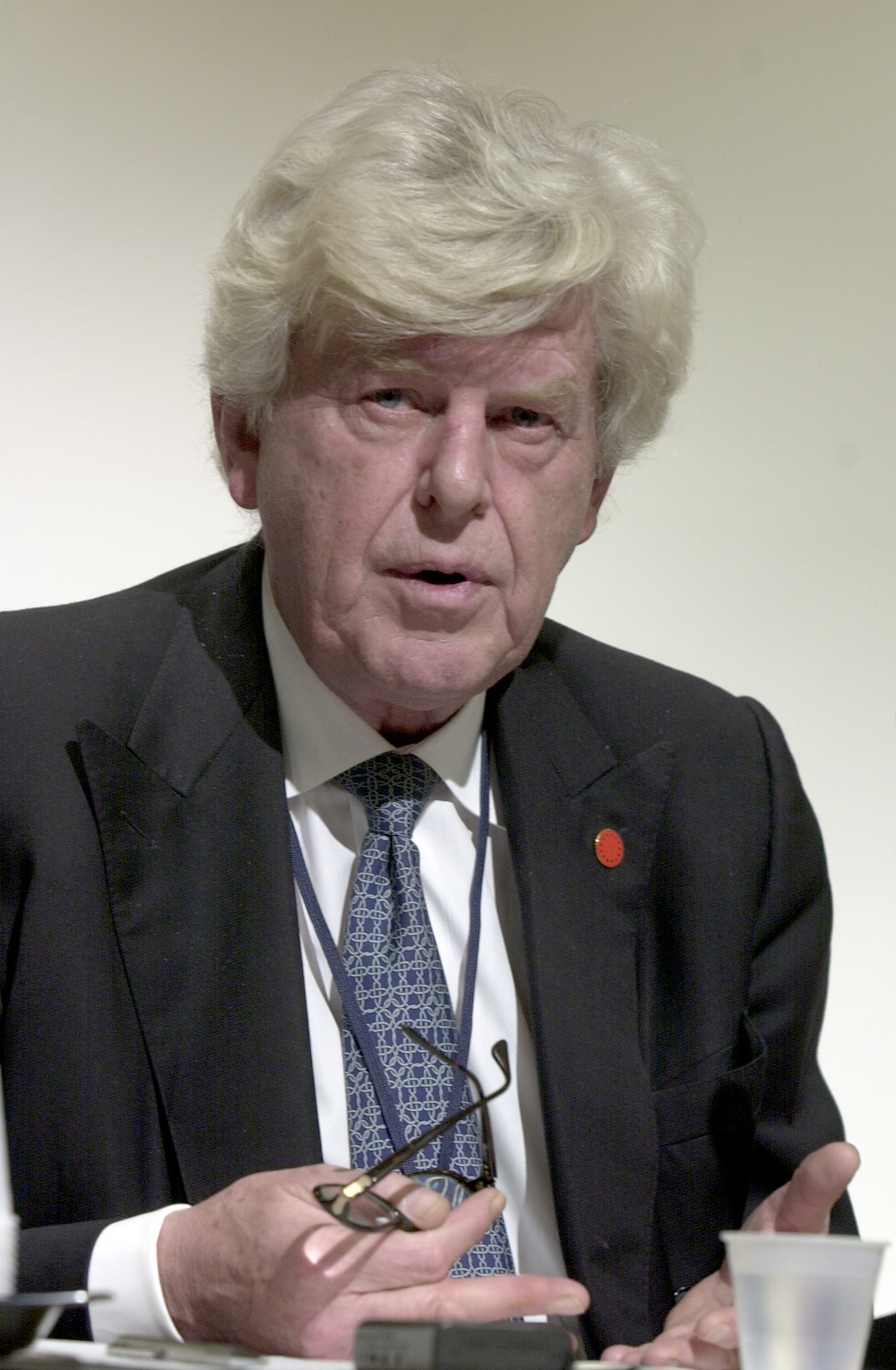
Вим Дуйзенберг (1935—2005) — президент Европейского валютного института (1997—1998) и первый президент Европейского центрального банка (1998—2003)

Таблица. Структура финансового баланса валютного института на примере Европейского валютного института, на начало 1998 года.
| №    | Статья баланса                                           | Млн. ЭКЮ | Доля, % |
| ---- | -------------------------------------------------------- | -------- | ------- |
| 1.   | Активы, связанные с Европейской валютной системой        | 65020    | 99%     |
| 1.1. | Резервы золота                                           | 26228    | 40%     |
| 1.2. | Резервы в долларах США                                   | 38792    | 59%     |
| 2.   | Прочие активы                                            | 649      | 1%      |
| 2.1. | Касса и кор.счета в банках                               | 24       | 0%      |
| 2.2. | Срочные депозиты                                         | 597      | 1%      |
| 2.3. | Нефинансовые активы                                      | 25       | 0%      |
| 2.4. | Прочие активы                                            | 2        | 0%      |
|      | ИТОГО                                                    | 65669    | 100%    |
| 3.   | Обязательства, связанные с Европейской валютной системой | 65020    | 99%     |
| 3.1. | ЭКЮ, выпущенные европейскими центральными банками        | 65020    | 99%     |
| 4.   | Прочие обязательства                                     | 649      | 1%      |
| 4.1. | Кредиты и другие финансовые обязательства                | 12       | 0%      |
| 4.2. | Резервы по пенсионным и прочим обязательствам            | 6        | 0%      |
| 4.3. | Прочие резервы                                           | 11       | 0%      |
| 4.4. | Взносы центральных банков                                | 616      | 1%      |
| 4.5. | Общий резервный фонд                                     | 17       | 0%      |
| 4.6. | Прибыль (убыток)                                         | -13      | 0%      |
|      | ИТОГО                                                    | 65669    | 100%    |

## Опыт валютного института в колониальный период
Валютные институты создавались, преимущественно, в колониях в период расцвета европейских империй. Они предшествовали центральному банку, который учреждался после обретения колониями политической независимости. Наибольшее распространение валютные институты получили во французских колониях, в результате чего уместно будет сказать, что валютный институт – это французский тип колониальных денежных властей. Штаб-квартира валютных институтов располагалась в Париже, а в колониях банки-агенты выпускали аналог французского франка.
Валютные институты учреждались Францией для организации денежного обращения в колониях в Индокитае, а Португалией — в Макао. Кроме того, в XX столетии французские власти использовали валютные институты в Западной и Экваториальной (Центральной) Африке. В Африке агентом выступал Banque de l'Afrique occidentale, в Индокитае - Banque de l'Indochine. В Макао аналогичную роль играл Banco Nacional Ultramarino.

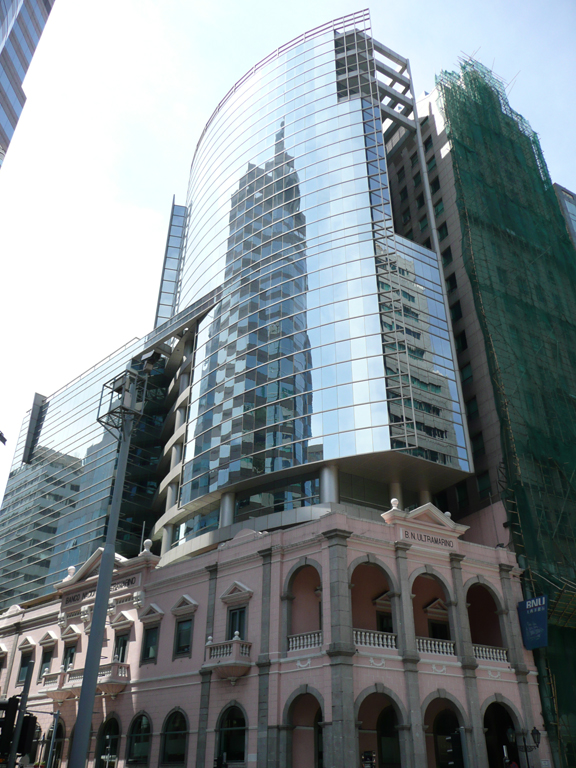
Banco Nacional Ultramarino являлся агентом валютного института по выпуску патаков в Макао и продолжает оставаться эмитентом банкнот от имени Управления денежного обращения Макао в настоящее время

Таблица. Валютные институты в колониальный период.
| Колония                                                                                              | Денежные власти                                                               | Денежная единица     | Период действия | Политика валютного курса               |
| Камерун и французская экваториальная Африка, не находившиеся под контролем правительства Виши*       | Caisse centrale de la France libre (Caisse centrale de la France d'outre-mer) | Африканский франк    | 1941-44         | фиксация курса к французскому франку   |
| Дагомея, Гвинея, Кот-д'Ивуар, Мали, Мавритания, Нигер, Сенегал, Верхняя Вольта (Буркина-Фасо) и Того | Institut d'Emission de l'Afrique occidentale française et du Togo             | Франк КФА            | 1955-59         | фиксация курса к французскому франку   |
| Камерун, Центральноафриканская республика, Чад, Конго-Браззавиль и Габон                             | Institut d’Emission de l’Afrique Equatoriale Française et du Cameroun         | Франк КФА            | 1955-59         | фиксация курса к французскому франку   |
| Камбоджа, Лаос и Вьетнам                                                                             | Institut d'Emission des Etats du Cambodge, du Laos et du Vietnam              | Индокитайский пиастр | 1948-54         | фиксация курса к французскому франку   |
| Макао                                                                                                | Instituto Emissor de Macau                                                    | патака Макао         | 1980-89         | фиксация курса к португальскому эскудо |

* Центральноафриканская республика, Чад,  Конго-Браззавиль и Габон.

## Современные примеры валютных институтов

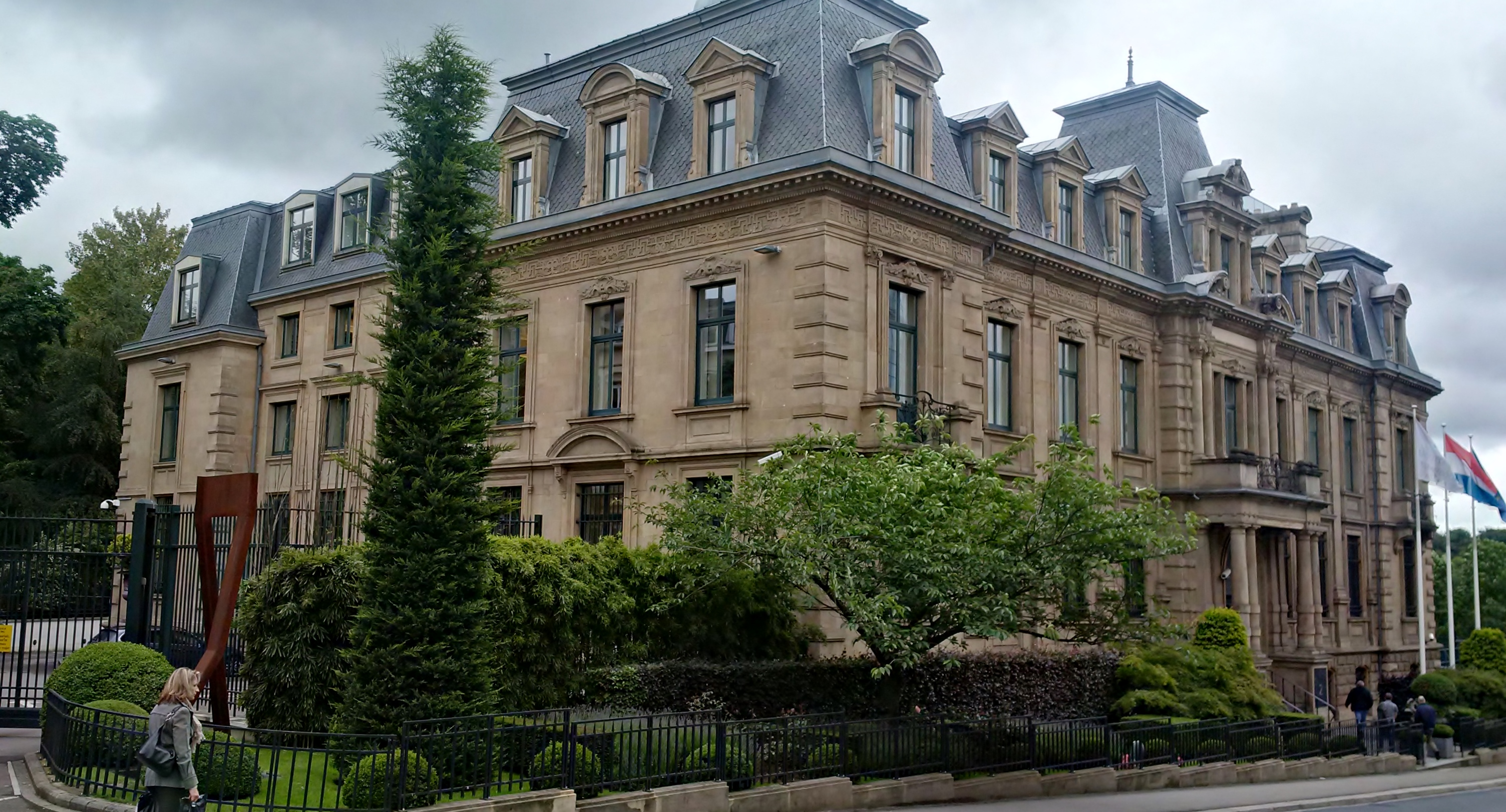
Валютный институт Люксембурга являлся предшественником Центрального банка Люксембурга, в здании которого последний располагается (BCL Headquarters, 2, boulevard Royal, Luxemburg)

Наиболее выдающимся современным примером валютного института является Европейский валютный институт как временная форма организации паневропейских денежных властей в еврозоне. Европейский валютный институт готовил введение евро и создание Европейского центрального банка.
Таблица. Современные примеры валютных институтов.
| Страна                                                                  | Валютный институт                 | Период действия |
| ----------------------------------------------------------------------- | --------------------------------- | --------------- |
| Люксембург                                                              | Institut monétaire luxembourgeois | 1983-1999       |
| Еврозона                                                                | European Monetary Institute       | 1994-1997       |
| Западная Африка (Гамбия, Гана, Гвинея, Либерия, Нигерия и Сьерра-Леоне) | West African Monetary Institute   | 2001-н.в.       |

## Прочая информация
В Хорватии действует Хорватский валютный институт – монетный двор в форме государственной организации, созданной в 1993 году для чеканки монет, золотых и серебряных медалей.